# 阿部文洋
阿部 文洋（あべ ふみひろ、1945年6月6日 - ）は、日本の元裁判官。

## 人物・来歴
愛知県出身。愛知県立旭丘高等学校 を経て、東京大学卒業。
千葉地方裁判所所長、東京高等裁判所第8刑事部総括判事などを歴任。

### 経歴
- 1968年 司法修習生（名古屋、22期）
- 1970年 東京地方裁判所判事補任官
- 1975年 長崎地方裁判所・長崎家庭裁判所厳原支部判事補
- 1976年 最高裁判所刑事局付
- 1978年 東京地方裁判所判事補
- 1979年 金沢地方・家庭裁判所判事補
- 1980年 金沢地方・家庭裁判所判事、名古屋高等裁判所金沢支部判事職務代行
- 1983年 東京地方裁判所判事
- 1984年 東京高等裁判所判事職務代行
- 1986年 浦和地方裁判所越谷支部判事
- 1988年 名古屋高等裁判所事務局長
- 1992年 東京高等裁判所判事
- 1994年 東京地方裁判所判事部総括
- 2002年 宇都宮地方裁判所所長
- 2003年 千葉地方裁判所所長
- 2004年 東京高等裁判所第8刑事部総括判事
- 2010年 定年退官
- 2016年 春の叙勲で瑞宝重光章を受章。

## 主な担当事件
- 主に刑事事件を担当し、東京地裁判事時代にオウム真理教事件の被告人、松本智津夫の第一審公判において第1回から第219回公判まで裁判長を務めた（その後異動により宇都宮地裁所長。判決時は小川正持判事）。この公判は被告人の不規則発言が相次ぎ、また公判日程等を巡り弁護団と裁判所の間で激しい対立が起こった。
- 西武池袋線小林事件で有罪判決
- 名倉防衛医大教授痴漢冤罪事件で一審地裁、二審で有罪、実刑判決
- 杏林大病院割りばし死事件で検察側の控訴を棄却。